# Kertosari (Banyuwangi)
Kertosari is een bestuurslaag in het regentschap Banyuwangi van de provincie Oost-Java, Indonesië. Kertosari telt 6437 inwoners (volkstelling 2010).